# ویلیام هنری لووه
ویلیام هنری لووه (به انگلیسی: William Henry Lowe) (30 اوت ۱۸۳۱–۳۰ ژوئیه ۱۸۶۲)، قاضی ناحیه بریتانیایی و حسابرس بخش بلندشهر، در دوران حکومت بریتانیا بر هند بود.
وی هزینه ساخت کلیسای تمام مقدسین را در بلندشهر برعهده گرفت. در سال ۱۸۶۷ لووه شکارچیانی را فرستاد تا یک کودک وحشی را از غاری در بلندشهر بیاورند. این کودک که دینا سانیچار نام داشت، متعاقباً به یتیم‌خانه سکندرا در آگرا فرستاده شد و ممکن است الهام بخش شخصیت موگلی باشد.
ساختمان یادبود لووه از سوی دادگستری ناحیه بلندشهر به نام وی نامگذاری شد.

## حرفه
لووه جانشین جورج همیلتون فریلینگ به عنوان قاضی منطقه و حسابرس بلندشهر شد. او در این نقش، تأمین مالی ساخت کلیسایی در منتهی الیه غرب شهر بلندشهر را به عهده گرفت. در سال ۱۸۶۴ این بنا تکمیل شد و بعداً توسط حسابرس بعدی FS Growse به عنوان یک «ساختمان بسیار کوچک» با محل اسکان سرایداران به عنوان یک «شوخی عملی» توصیف شد.

## مرگ و میراث
لووه در ۳۰ ژوئیه ۱۸۶۲، یک روز قبل از انتقال برنامه‌ریزی شده به انگلستان درگذشت. او در کلیسای تمام مقدسات بلندشهر که به سفارش بیوه اش ساخته شده بود به خاک سپرده شده‌است. ساختمان یادبود لووه توسط دادگاه دادگستری منطقه، که به عنوان پناهگاهی برای کسانی که در دادگاه‌ها شرکت می‌کنند، به نام او نامگذاری شد. 

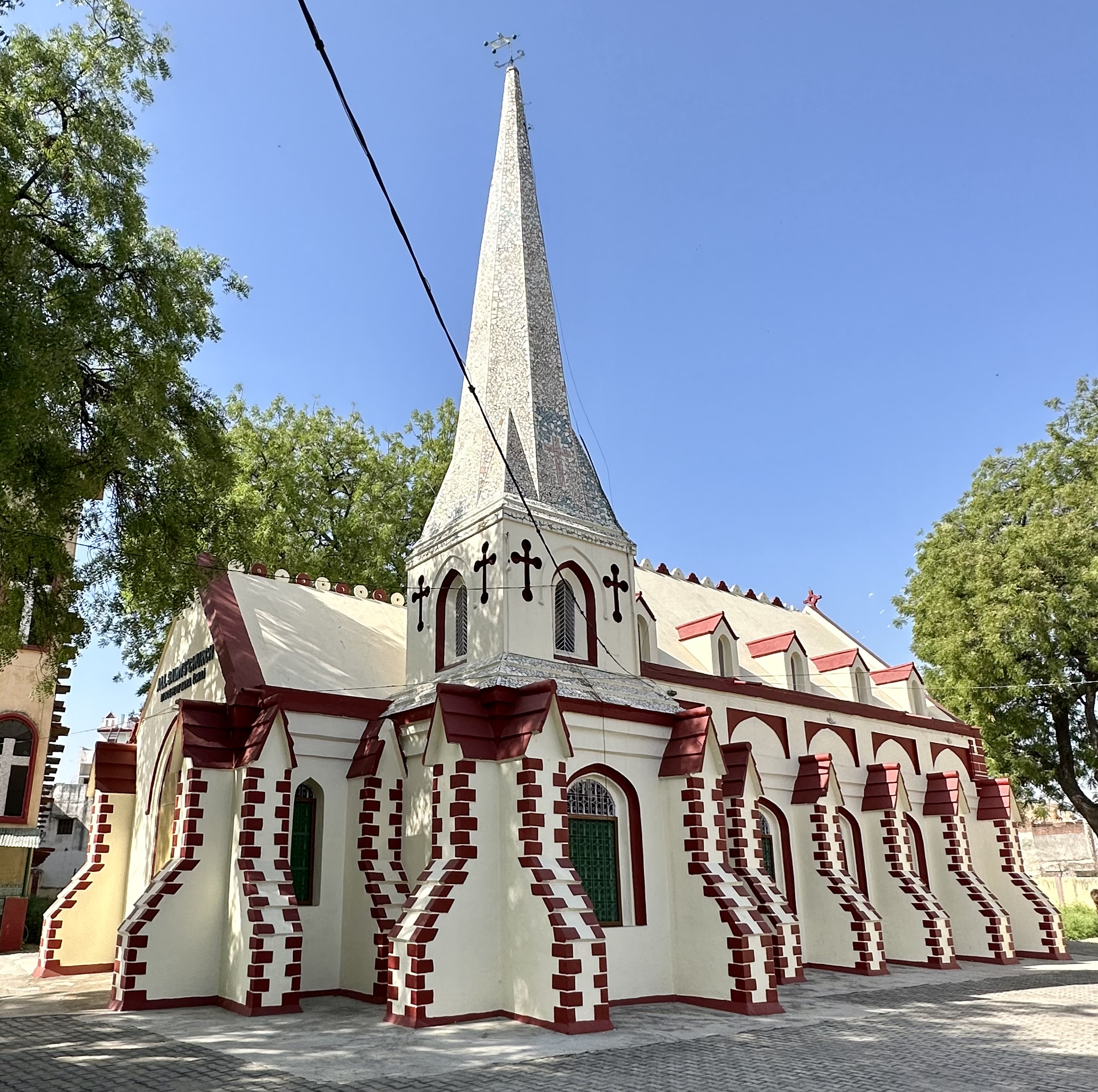
All Saints Church, Bulandshahr
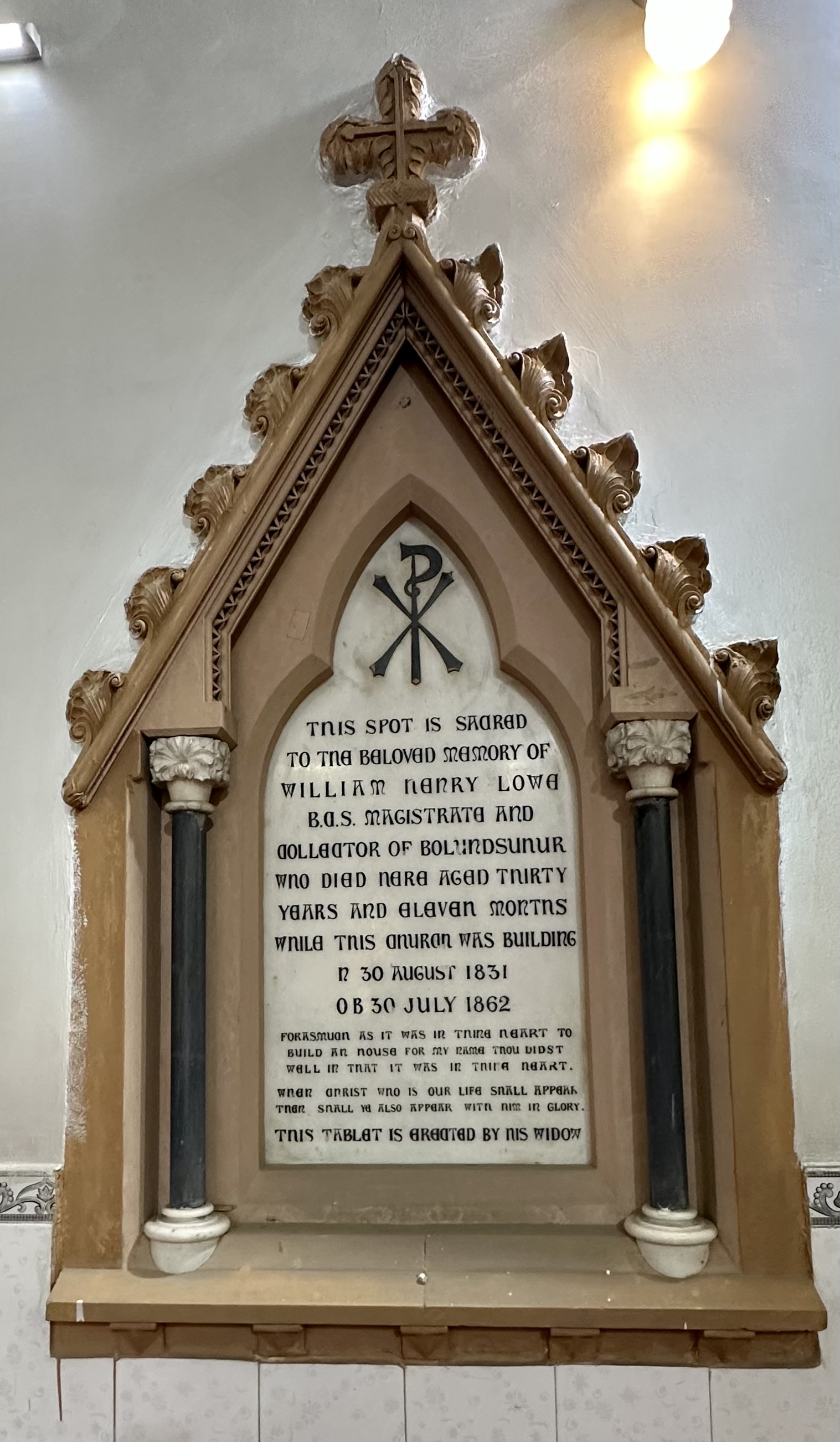
Memorial plaque inside All saints church
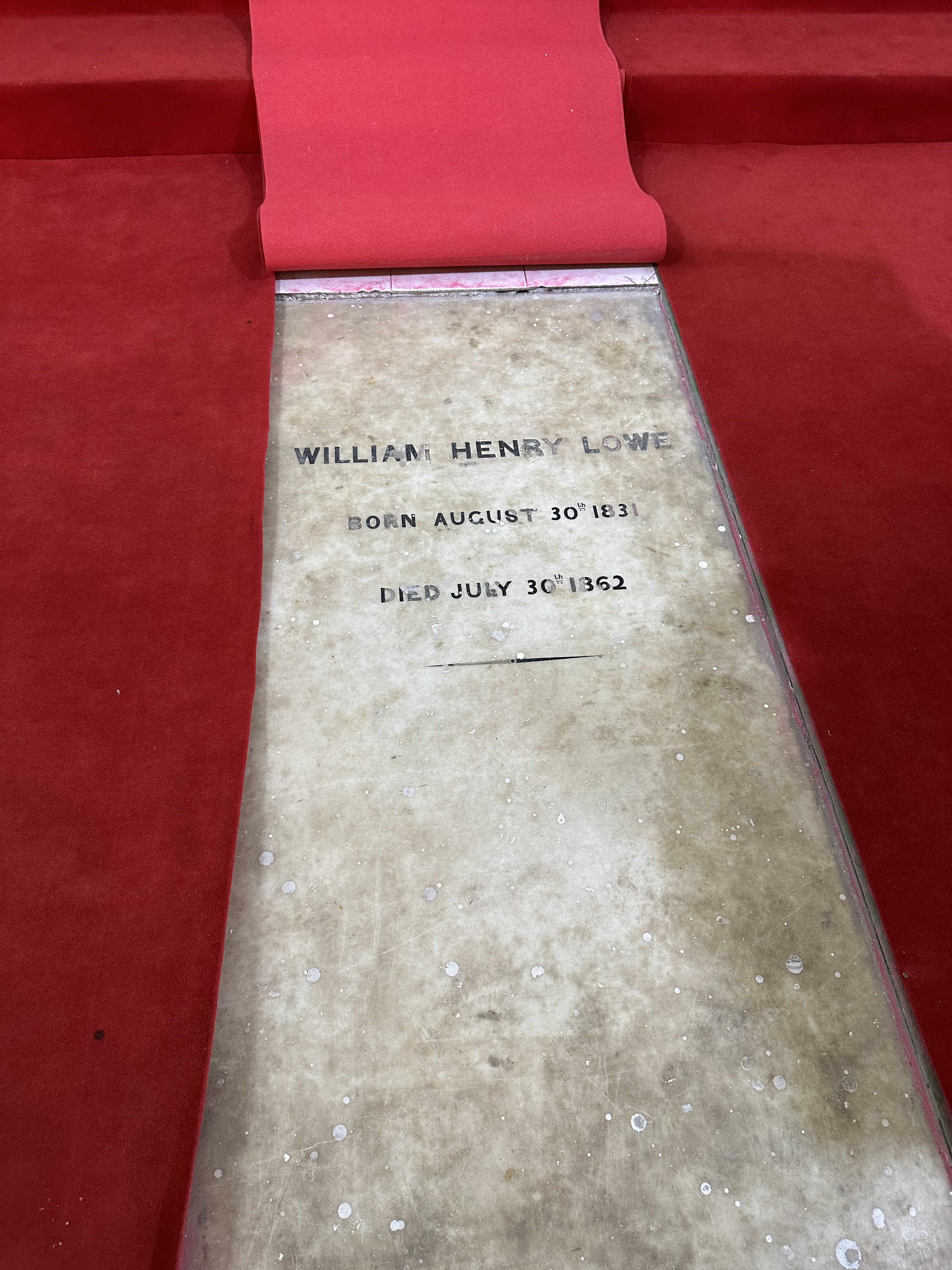
Lowe's grave in the chancel of the church